# Gary Miller (polityk)
Gary Gene Miller (ur. 16 października 1948 w Huntsville) – amerykański polityk, członek Partii Republikańskiej.

## Działalność polityczna
W 1992 był burmistrzem Diamond Bar. Od 1995 zasiadał w Zgromadzeniu Stanowym Kalifornii. Następnie od 3 stycznia 1999 do 3 stycznia 2003 przez dwie kadencje był przedstawicielem 41. okręgu, od 3 stycznia 2003 do 3 stycznia 2013 przez pięć kadencji był przedstawicielem 42. okręgu, a następnie przez jedną kadencję do 3 stycznia 2015 był przedstawicielem 31. okręgu wyborczego w stanie Kalifornia w Izbie Reprezentantów Stanów Zjednoczonych.